# Вілберт Макклур
Вілберт Макклур (англ. Wilbert McClure; 28 жовтня 1938 — 6 серпня 2020) — американський боксер, олімпійський чемпіон 1960 року.

## Аматорська кар'єра
Олімпійські ігри 1960
- 1/8 фіналу. Переміг Франка Ньянгвесо (Уганда) (5-0)
- 1/4 фіналу. Переміг Каледоніо Ліму (Аргентина) (3-2)
- 1/2 фіналу. Переміг Бориса Лагутіна (СРСР) (3-2)
- Фінал. Переміг Кармело Боссі (Італія) (4-1)